# London Perrantes
London Tyus Perrantes (ur. 3 października 1994 w Los Angeles) – amerykański koszykarz, występujący na pozycji rozgrywającego.
12 czerwca 2018 został zwolniony przez Cleveland Cavaliers. 24 lipca 2018 został zawodnikiem francuskiego CSP Limoges.
12 września 2019 dołączył do obozu szkoleniowego Portland Trail Blazers. 18 października opuścił klub.

## Osiągnięcia
Stan na 19 października 2019, na podstawie, o ile nie zaznaczono inaczej.
NCAA
- Uczestnik rozgrywek:
  - Elite 8 turnieju NCAA (2016)
  - Sweet 16 turnieju NCAA (2014, 2016)
  - II rundy turnieju NCAA (2014–2017)
- Mistrz:
  - turnieju konferencji Atlantic Coast (ACC – 2014)
  - sezonu regularnego ACC (2014, 2015)
- MVP turnieju:
  - Charleston Classic (2016)
  - Emerald Coast Classic (2017)
- Zaliczony do:
  - I składu:
    - najlepszych pierwszorocznych zawodników ACC (2014)
    - turnieju Charleston Classic (2016)

  - II składu:
    - ACC (2017)
    - turnieju ACC (2016)

  - składu All-ACC honorable mention (2015, 2016)
- Uczestnik meczu gwiazd NCAA – Reese's College All-Star Game (2017)